# 스피릿츠 오브 세인트루이스
스피릿츠 오브 세인트루이스(영어: Spirits of St. Louis)는 미주리주 세인트루이스를 연고지로 하는 1974년부터 1976년까지 ABA 동부 디비전 소속 프로 농구 팀이다. 홈 구장은 세인트루이스 아레나이다.
1976년 ABA가 NBA에 흡수합병될 때 NBA에 가입하지 않았다.

## 역대 홈경기장
| 경기장                     | 사용기간      | 수용인원 | 장소                  | 비고 |
| -------------------------- | ------------- | -------- | --------------------- | ---- |
| 스피릿츠 오브 세인트루이스 |               |          |                       |      |
| 세인트루이스 아레나        | 1974년~1976년 | 18,000명 | 미주리주 세인트루이스 | 빈칸 |

## 역대 감독
| 감독                       | 임기          |
| -------------------------- | ------------- |
| 스피릿츠 오브 세인트루이스 |               |
| 밥 매키넌                  | 1974년~1975년 |
| 로드 쏜                    | 1975년        |
| 조 멀라니                  | 1976년        |

## 같이 보기
- 세인트루이스 바머스
- 세인트루이스 호크스